# Амањ
Амањ (фр. Amagne) насеље је и општина у североисточној Француској у региону Шампања-Ардени, у департману Ардени која припада префектури Ретел.
По подацима из 2011. године у општини је живело 709 становника, а густина насељености је износила 76,07 становника/km². Општина се простире на површини од 9,32 km². Налази се на средњој надморској висини од 86,72 метара.

## Демографија
| 1962. | 1968. | 1975. | 1982. | 1990. | 1999. | 2011. |
| ----- | ----- | ----- | ----- | ----- | ----- | ----- |
| 718   | 744   | 645   | 572   | 612   | 705   | 709   |

График промене броја становника у току последњих година